# مطار خوسيه مارتي الدولي
مطار خوسيه مارتي الدولي (بالإنجليزية: José Martí International Airport) (إياتا: HAV، إيكاو: MUHA)، والمعروف أحيانا باسمه السابق مطار رانشو بوييروس، هو مطار دولي يقع على بعد 15 كـم (9 ميل) جنوب غرب هافانا، كوبا، والمطار مركزا للخطوط الجوية الكوبية وخطوط إيروغافيوتا، والمركز السابق أمريكا اللاتينية لشركة الخطوط الجوية السوفيتية ايروفلوت. وهو البوابة الدولية والمحلية الرئيسية لكوبا، ويخدم عدة ملايين من الركاب سنويا. يتم تشغيل المطار من قبل (إيكاسا).

## الخطوط الجوية والوجهات
| شركـات طيـران             | الوجهات |
| ------------------------- | --- |
| إيروفلوت                  | مطار شيريميتييفو الدولي (تستأنف في 1 يوليو 2023) |
| إيروغافيوتا               | Baracoa، Cayo Coco ‏، Holguín، مطار نورمان مانلي الدولي، مطار سانجستر الدولي، Santiago de Cuba ‏                                                                    |
| الخطوط الجوية الأرجنتينية | مطار الوزير بيستارينيي الدولي، Punta Cana ‏ (تنتهي في 5 يوليو 2023)                                                                                                |
| طيران المكسيك             | مطار بينيتو خواريز الدولي |
| Air Century               | Santo Domingo–La Isabela ‏ |
| طيران أوروبا              | مطار مدريد باراخاس الدولي |
| الخطوط الجوية الفرنسية    | مطار باريس شارل ديغول موسمي عارض: Pointe-à-Pitre |
| طيران ترانسات             | موسمي: مطار مونتريال الدولي |
| الخطوط الجوية الأمريكية   | مطار ميامي الدولي |
| Aruba Airlines            | Georgetown–Cheddi Jagan ‏، مطار أوغوستو ساندينو الدولي |
| Bahamasair                | Nassau |
| Caribbean Airlines        | Port of Spain |
| Cayman Airways            | مطار أوين روبرتس الدولي |
| كوندور للطيران            | مطار فرانكفورت |
| كونفياسا                  | مطار سيمون بوليفار الدولي، Las Piedras ‏، مطار أوغوستو ساندينو الدولي، مطار فنوكوفو الدولي (تبدأ في 16 يونيو 2023)، St. Vincent–Argyle ‏                            |
| خطوط كوبا الجوية          | مطار توكومين الدولي |
| الخطوط الجوية الكوبية     | مطار برشلونة الدولي (تستأنف في 29 يونيو 2023)، مطار الوزير بيستارينيي الدولي، Cayo Coco ‏، Guantánamo، مطار مدريد باراخاس الدولي، Nueva Gerona ‏، Santiago de Cuba ‏ |
| خطوط دلتا الجوية          | مطار ميامي الدولي |
| إديلويس إير               | مطار زيورخ الدولي |
| Fly All Ways              | Georgetown–Cheddi Jagan ‏، Paramaribo |
| Havana Air                | عارض: مطار ميامي الدولي، مطار تامبا الدولي |
| أيبيريا (شركة طيران)      | مطار مدريد باراخاس الدولي |
| Iberojet                  | مطار مدريد باراخاس الدولي |
| InterCaribbean Airways    | مطار نورمان مانلي الدولي، Providenciales |
| خطوط جيت بلو الجوية       | Fort Lauderdale ‏، مطار جون إف كينيدي الدولي |
| Magniعارضs                | مطار فيليبي أنجيليس الدولي |
| نيوس (شركة طيران)         | مطار مالبينسا، مطار ليوناردو دا فينشي |
| خطوط ساوث ويست الجوية     | Fort Lauderdale ‏، مطار تامبا الدولي |
| Sunrise Airways           | Port-au-Prince |
| الخطوط الجوية الأنغولية   | موسمي: مطار كواترو دي فيفيريرو |
| الخطوط الجوية التركية     | مطار إسطنبول الدولي1 |
| الخطوط الجوية المتحدة     | موسمي: مطار جورج بوش الدولي |
| United Express            | مطار جورج بوش الدولي، مطار نيوآرك ليبرتي الدولي |
| VivaAerobús               | Cancún، Mérida، مطار بينيتو خواريز الدولي، مطار فيليبي أنجيليس الدولي، Monterrey                                                                                  |
| وينغو (خطوط جوية)         | مطار إلدورادو الدولي، مطار خوسية ماريا كوردوفا الدولي، Panama City–Balboa ‏                                                                                        |
| World2Fly                 | مطار مدريد باراخاس الدولي |

## الحوادث
- أسفر تحطم طائرة إيروفلوت إليوشن 62 عام 1977 في 27 مايو عن مقتل 68 من بين 70 كانوا على متنها وشخص واحد على الأرض. في ذلك الوقت، كان الحادث الأعنف في تاريخ كوبا. ولا يزال ثالث الأكثر دموية. وكان من بين الضحايا خوسيه كارلوس شوارتز ، شاعر وموسيقي من غينيا بيساو.
- في 7 يوليو 1983 ، كانت رحلة الخطوط الجوية فلوريدا 8 وعلى متنها 47 شخصًا متوجهة من مطار فورت لودرديل الدولي إلى مطار تامبا الدولي. قام أحد الركاب بتسليم مذكرة إلى أحد مضيفات الرحلة ، قال فيها إن لديه قنبلة ويطلب منهم السفر بالطائرة إلى هافانا. كشف عن حقيبة رياضية صغيرة فتحها وكان بداخلها عبوة ناسفة على ما يبدو. وتم تحويل مسار الطائرة إلى مطار هافانا خوسيه مارتي الدولي واحتجزت السلطات الكوبية الخاطف.[9]
- في 3 سبتمبر 1989 ، تحطمت رحلة كوبانا دي أفياسيون 9046 ، وهي طائرة إليوشن إيل 62 إم (CU-T1281) تشغل رحلة ركاب دولية غير مجدولة إلى كولونيا (مطار كولونيا بون)، ألمانيا الغربية بعد وقت قصير من إقلاعها. قُتل جميع الركاب البالغ عددهم 115 راكبا و 11 من أفراد الطاقم بالإضافة إلى 24 شخصًا على الأرض وتم شطب الطائرة.
- في 3 مايو 2007 ، قام اثنان من المجندين باختطاف طائرة متجهة إلى ميامي في مطار خوسيه مارتي الدولي في هافانا. قتل الرجال رهينة قبل أن يتم القبض عليهم قبل الإقلاع. كانت هذه أول محاولة خطف كوبية يتم الإبلاغ عنها منذ ربيع عام 2003.[10]
- في 18 مايو 2018 ، تحطمت طائرة بوينج 737-200 تابعة للخطوط الجوية العالمية (المكسيك) كانت تعمل برحلة كوبانا دي أفياسيون رقم 972 بعد الإقلاع ، مما أسفر عن مقتل 112 شخصًا من أصل 113 كانوا على متنها (107 ركاب و 6 من أفراد الطاقم)[11]

ملاحظات
- ^1 All Special Authority Charter flights are operated by Gulfstream Air Charters, ABC Charters, Marazul Charters, CTS Charters, and C&T Charters.

## روابط خارجية
- Cuban Airports
- Live Flight Tracking
- Arrivals
- Departures
- Havana airport travel data at Airportsdata.net